# 大卡罗利嫩费尔德
大卡罗利嫩费尔德是德国巴伐利亚州的一个市镇。总面积29.07平方公里，总人口7081人，其中男性3514人，女性3567人（2011年12月31日），人口密度244人/平方公里。